# Sigmund Christian Gmelin
Sigmund Christian Gmelin (* 15. März 1679 in Pfullingen; † 12. Oktober 1707 in Schwarzenau (unsicher)) war ein deutscher evangelischer Theologe.

## Leben
Sigmund Christian Gmelin wurde als erstes von vier Kindern des Pfarrers Johann Wilhelm Gmelin geboren. 1697 wurde er Magister und anschließend 1705 als Diakonus (Pfarrer im unständigen Dienst) in Herrenberg eingesetzt. Wie sein Bruder Wilhelm Christian Gmelin schloss er sich den Pietisten an. Unter dem Einfluss radikalpietistischer Literatur kritisierte Sigmund Christian Gmelin die Kirche scharf und wurde zunehmend zum radikalen Pietisten. Er veranlasste die Baronin Amalia Hedwig von Leiningen, sich von der Kirche zu separieren, und kam wohl durch sie in Kontakt mit Separatisten in Calw. Gmelin dichtete wie sein Bruder Kirchenlieder.
Wegen seiner radikalen Ansichten verwies ihn die Kirchenleitung zwei Jahre nach Ernennung zum Diakonus des Amtes und des Landes. Zusammen mit seinen Leidensgenossen zog er nach Schwarzenau, wo er am 12. Oktober 1707 im Alter von 28 Jahren gestorben sein soll.

## Werke
- Apologetische Erklärung (1708)